# Курц, Гэри
Гэри Дуглас Курц (англ. Gary Douglas Kurtz) (27 июля 1940 – 23 сентября 2018) — американский кинопродюсер, чей список работ включает «Американские граффити» (1973), «Звёздные войны. Эпизод IV: Новая надежда» (1977), «Звёздные войны. Эпизод V: Империя наносит ответный удар» (1980), «Тёмный кристалл» (1982) и «Возвращение в страну Оз» (1985). Курц также был сопродюсером научно-фантастического приключенческого фильма 1989 года «Поток», который воссоединил его со звездой «Звёздных войн» Марком Хэмиллом.

## Сотрудничество с Джорджем Лукасом и Lucasfilm

### Новая надежда
После «Американского граффити» Курц продолжил свое сотрудничество с Лукасом в «Звёздных войнах» (позже названном «Эпизод IV - Новая надежда»), выпущенным в 1977 году.
Когда 22 марта 1976 года в тунисской пустыне начались съемки главных сцен на сценах планеты Татуин, «Новая надежда» начались с нескольких проблем. Лукас отставал от графика в первую неделю съемок из-за редкого тунисского ливня, сбоев в работе реквизита и поломок электроники. Он также столкнулся с оператором Гилбертом Тейлором, BSC, которого Курц назвал «старой школой» и «своенравным».
Созданный с бюджетом в 11 миллионов долларов и выпущенный 25 мая 1977 года, фильм заработал 460 миллионов долларов в Соединенных Штатах и 314 миллионов долларов за границей, превзойдя «Челюсти» как самый номинательный кассовый фильм и оставаясь таким до тех пор, пока его не превзошёл «Инопланетянин» в 1982 году. С учетом инфляции это второй самый кассовый фильм в США и Канаде и третий самый кассовый в мире по состоянию на 2012 год.
Среди множества наград, полученных фильмом, были десять номинаций на премию Оскар, выиграв шесть; номинации, включая самого Курца за Лучший фильм и Алек Гиннесс за Лучшую мужскую роль второго плана. Фильм часто входит в число лучших фильмов всех времен. В 1989 году Библиотека Конгресса выбрала его для сохранения в Национальном реестре фильмов за «культурную, историческую и эстетическую значимость».

### Империя наносит ответный удар
Окончательное сотрудничество Курца с Лукасом, «Империя наносит ответный удар», было дорогим и сложным производством. Записи в Elstree Studios показывают, что фильм занял 175 съемочных дней, что заставило Лукаса занять 10 миллионов долларов для завершения фильма. Курц должен был помочь руководить вместе с Дэвидом Томблином, Ирвином Кершнером, Харли Коклиссом и Джоном Барри (который умер от менингита во время производства), чтобы фильм появился даже на этом пересмотренном графике и бюджете.
Жена Курца, Мередит, запланировала «вечеринку фильма» в конце августа 1979 года, и Курцы устроили роман. Фактическое завершение съемок было через месяц. Курц активно участвовал в постпродакшне, в том числе в кинотеатрах в США и Великобритании, но его заменили за четыре недели до окончания съемок Ховардом Казанджяном. После того, как Курц расстался с Lucasfilm после выхода фильма, Казанджян взял продюсерские полномочия для «Возвращения джедая». Курц решил не снимать последний фильм, поскольку он нашел его сюжет слишком коммерческим, а также избыточным из первого фильма в трилогии.
«Империя наносит ответный удар» была выпущена 21 мая 1980 года, став самой известной главой саги о «Звёздных войнах» и одним из самых популярных фильмов в истории. Он заработал более 538 миллионов долларов во всем мире за счет первоначального тиража и нескольких переизданий, что сделало его самым кассовым фильмом в 1980 году. С учетом инфляции это 12-й самый кассовый фильм в США и Канаде по состоянию на 2012 год. В 2010 году Библиотека Конгресса отобрала фильм для сохранения в Национальном реестре фильмов как «значимый в культурном, историческом и эстетическом отношении».

## Смерть
Гэри Курц умер от рака в северном Лондоне, Англия, 23 сентября 2018 года.

## Награды
Гэри Курц и фильмы, которые он продюсировал, были номинированы и получили ряд наград. Ниже приводится подборка главных наград и номинаций за «Лучший фильм».

## Внешнее ссылки
- Article on Kurtz's selling of Star Wars props
- Article: Richard Williams: The Animator Who Never Gave Up. Дата обращения: 26 октября 2009. Архивировано 26 октября 2009 года.
- Гэри Курц на Вукипедии: Вики о Звёздных Войнах